# Anaïs Vila Casanovas
Anaïs Vila Casanovas   (Santpedor, 3 de juny de 1988) és una cantautora catalana.

## Trajectòria
Anaïs Vila es va formar com a músic a l'Escola de Música Municipal de Santpedor durant la seva infantesa i adolescència. Va rebre classes de cant clàssic de Núria Checa, de cant modern de Gemma Abrié, Errol Woisky, Isabel de Llanos i Rubén Fernàndez, i de tècnica vocal de Elisabeth Castro i Mariona Castillo. Va estudiar un any de comèdia musical a l'escola Coco Comín de Barcelona i dos anys de Jazz i Música Moderna al Taller de Músics de Barcelona. El 2016 i 2017 va estudiar el Foundation Certificate in Pop Music & Music Technology en l'especialitat de songwriting a la Liverpool Institute for Performing Arts, l'escola d'arts fundada per Paul McCartney a Anglaterra.
Anaïs Vila ha estat finalista dels Premis Descoberta i dels Enderrock com a artista revelació i millor cançó d'autor per «Entre els dits». Ha presentat els seus treballs discogràfics a la Sala Petita del Teatre Kursaal de Manresa i ha actuat en els escenaris del Festival de Guitarra de Barcelona (maig 2015), l'Strenes de Girona (abril 2016), les Vesprades de Fonollosa (juliol 2016) o el Barnasants (febrer 2018), entre d'altres.
També forma part dels grups Wom's Collective i HESSE, i posa la veu al duet Homenatge a Llach i a la performance de música i dansa Existència Paral·lela amb Mateu Peramiquel.

## Discografia
- Entre els dits (Temps Record, 2015)
- Fosc, cançons per veure-hi clar (Temps Record, 2017)[6]
- Epíleg (EP amb Pantaleó, Temps Record, 2019)[7]
- Contradiccions (2020)[8]
- Ara sempre (Temps Records, 2024)[9]